# Padar (Şabran)
Padar è un comune dell'Azerbaigian situato nel distretto di Şabran.